# Corbița, Vrancea
Corbița este un sat în comuna cu același nume din județul Vrancea, Moldova, România. Se află în partea de nord-est a județului,  în Colinele Tutovei.